# Secretaria Municipal de Fazenda e Planejamento do Rio de Janeiro
| Secretaria Municipal de Fazenda e Planejamento                                                        |                       |
| Rua Afonso Cavalcanti, nº 455, · 5° Andar - Sala 506, Cidade Nova · Rio de Janeiro, RJ · Site oficial |                       |
| Atual secretário                                                                                      | Andrea Riechert Senko |

A Secretaria Municipal de Fazenda e Planejamento (SMFP) é uma das secretarias da Prefeitura da Cidade do Rio de Janeiro. É o órgão responsável de formular e executar a política municipal de fazenda, coordenando e controlando a administração econômico-tributária, fiscal, orçamentária e patrimonial.
A atual secretária é a Andrea Riechert Senko, sendo subsecretário da Subsecretaria Executiva de Fazenda, o Pedro Paulo Carvalho Teixeira, da Subsecretaria de Planejamento e Acompanhamento de Resultados, o Jean Leonardus Caris e da Subsecretaria de Gente e Gestão Compartilhada, a Roberta de Oliveira Guimarães.

## Lista de secretários
A tabela abaixo lista os nomes dos titulares da Secretaria Municipal de Fazenda e Planejamento desde 2017, bem como as datas do início e do fim do mandato e o(a) prefeito(a) do município do Rio de Janeiro no período:
| Nome                                            | Início do mandato       | Fim do mandato          | Prefeito(a)      |
| ----------------------------------------------- | ----------------------- | ----------------------- | ---------------- |
| Maria Eduarda Gouvêa Berto                      | 1º de janeiro de 2017   | 10 de abril de 2018     | Marcelo Crivella |
| Cesar Augusto Barbiero                          | 16 de abril de 2018     | 12 de março de 2020     | Marcelo Crivella |
| Rosemary de Azevedo Carvalho Teixeira de Macedo | 12 de março de 2020     | 1º de janeiro de 2021   | Marcelo Crivella |
| Pedro Paulo Carvalho Teixeira                   | 1º de janeiro de 2021   | 27 de janeiro de 2021   | Eduardo Paes     |
| Pedro Paulo Carvalho Teixeira                   | 4 de fevereiro de 2021  | 24 de fevereiro de 2021 | Eduardo Paes     |
| Jean Leonardus Caris                            | 24 de fevereiro de 2021 | 3 de março de 2021      | Eduardo Paes     |
| Pedro Paulo Carvalho Teixeira                   | 3 de março de 2021      | 19 de abril de 2021     | Eduardo Paes     |
| Jean Leonardus Caris                            | 19 de abril de 2021     | 20 de abril de 2021     | Eduardo Paes     |
| Pedro Paulo Carvalho Teixeira                   | 20 de abril de 2021     | 10 de agosto de 2021    | Eduardo Paes     |
| André Luiz Faria Miranda                        | 10 de agosto de 2021    | 11 de agosto de 2021    | Eduardo Paes     |
| Pedro Paulo Carvalho Teixeira                   | 11 de agosto de 2021    | 12 de novembro de 2021  | Eduardo Paes     |
| André Luiz Faria Miranda                        | 12 de novembro de 2021  | 19 de novembro de 2021  | Eduardo Paes     |
| Pedro Paulo Carvalho Teixeira                   | 19 de novembro de 2021  | 1º de abril de 2022     | Eduardo Paes     |
| Andrea Riechert Senko                           | 1º de abril de 2022     | Em exercício            | Eduardo Paes     |